# 格廷湖
52°27′22″N 12°53′18″E / 52.456179°N 12.888447°E

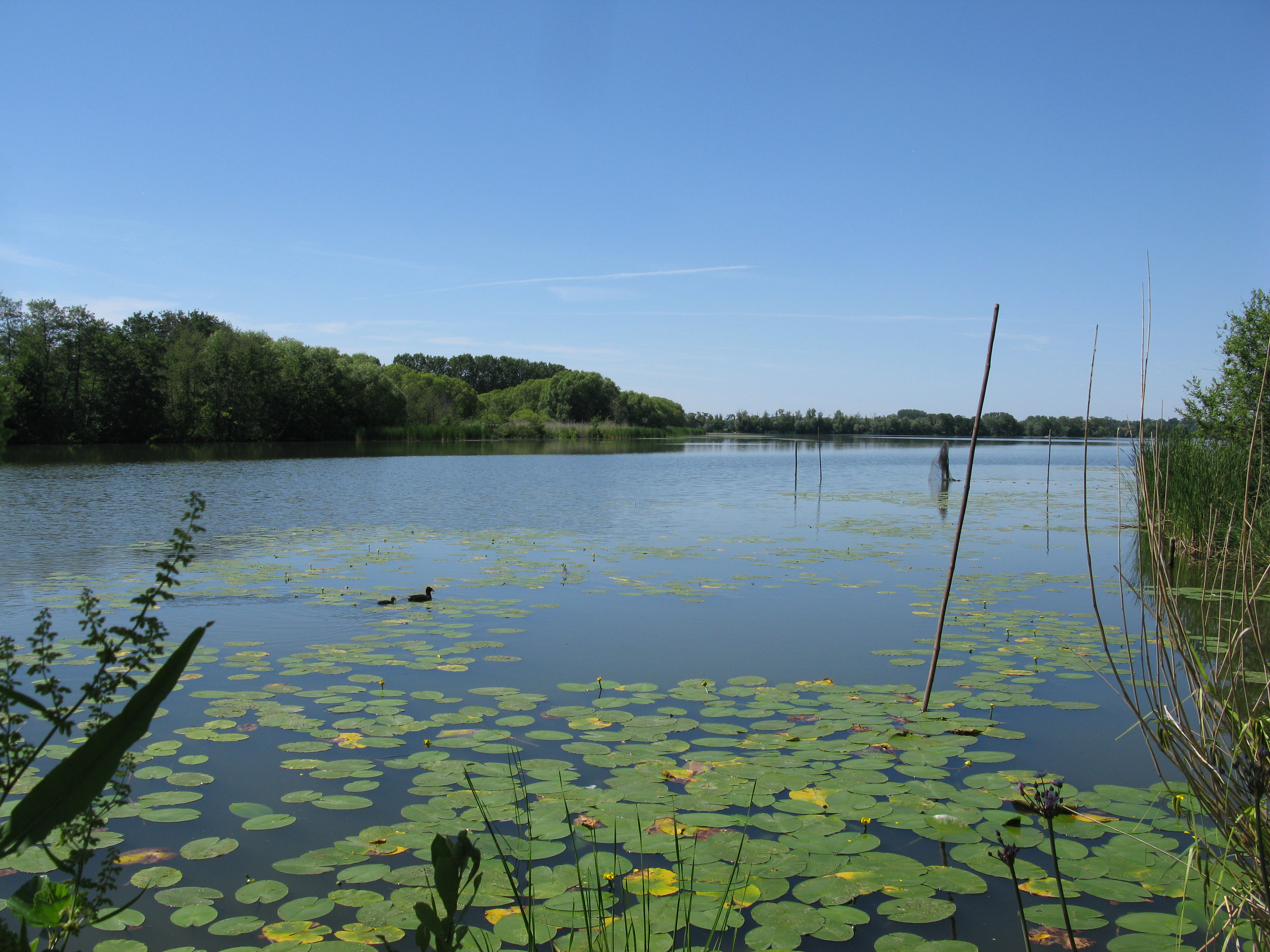

格廷湖（德語：Göttinsee），是德國的湖泊，位於該國西南部，由勃蘭登堡州負責管轄，處於波茨坦-米特爾馬克縣，面積2.16平方公里，海拔高度29米，最大水深4米。